# Fresney-le-Puceux
Fresney-le-Puceux è un comune francese di 700 abitanti situato nel dipartimento del Calvados nella regione della Normandia.

## Società

### Evoluzione demografica
Abitanti censiti